# شباهت (بازی ویدئویی)
شباهت(به انگلیسی: Semblance)بازی ویدئویی در سبک معمایی و سکوبازی است. که توسط Nyamakop در ۲۴ ژوئیه ۲۰۱۸ برای نینتندو سوئیچ، مایکروسافت ویندوز و مکینتاش به بازار عرضه شد.